# 箟岳山 (小惑星)
箟岳山（ののだけさん、Nonodakesan）は、小惑星帯に位置する小惑星の1つである。群馬県大泉町で小林隆男によって発見された。名雨は宮城県の箟岳山にちなむ。